# Escala de Fitzpatrick

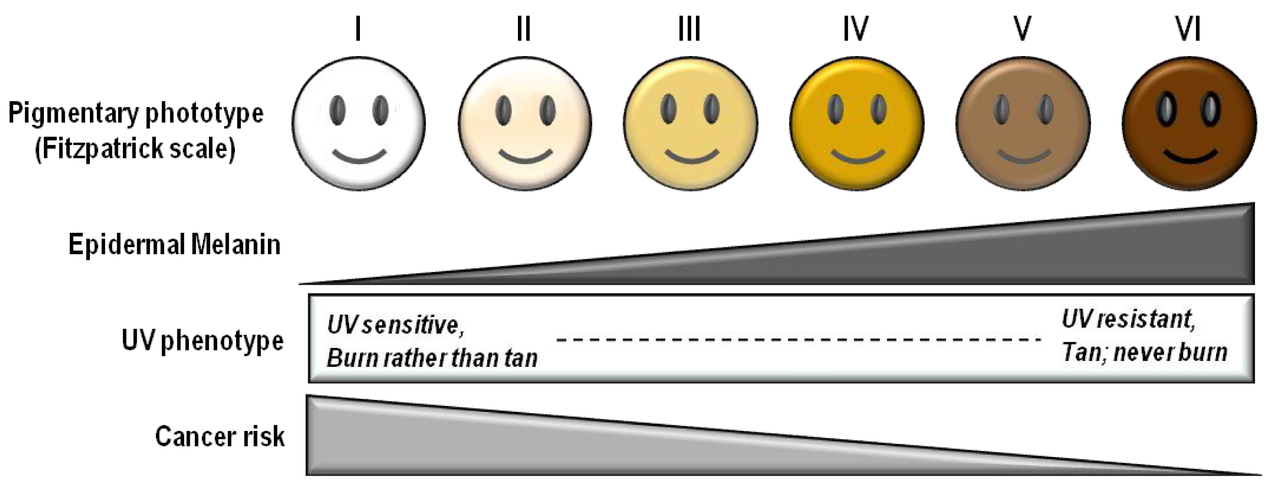
A escala de Fitzpatrick e o risco de câncer de pele

A Escala de Fitzpatrick é um esquema de classificação numérica para cor da pele humana. Foi desenvolvido em 1975 por Thomas B. Fitzpatrick como uma forma de estimar a resposta de diferentes tipos de pele à luz ultravioleta (UV). Foi inicialmente desenvolvido com base na cor da pele para medir a dose correta de radiação ultravioleta para terapia PUVA, e quando o teste inicial baseado apenas em cabelo e cor dos olhos resultou em doses muito altas de UVA para alguns, foi alterado para se basear nos relatos do paciente de como sua pele responde ao sol; também foi estendido para uma ampla gama de tipos de pele.
A lista a seguir mostra as seis categorias da escala de Fitzpatrick em relação às 36 categorias da antiga escala cromática de von Luschan:
| Fitzpatrick | von Luschan | Cor             | Queimadura           | Brozeamento                 |
| ----------- | ----------- | --------------- | -------------------- | --------------------------- |
| Tipo I      | 0–6         | Branca-pálida   | Queima facilmente    | Não se bronzeia             |
| Tipo II     | 7–13        | Branca          | Queima facilmente    | Bronzeia-se com dificuldade |
| Tipo III    | 14-20       | Morena-clara    | Queima moderadamente | Bronzeia-se facilmente      |
| Tipo IV     | 21–27       | Morena-moderada | Queima pouco         | Bronzeia-se facilmente      |
| Tipo V      | 28-34       | Morena-escura   | Queima raramente     | Bronzeia-se facilmente      |
| Tipo VI     | 35-36       | Negra           | Não se queima        | Torna-se mais escura        |

Outras nomes usados para as cores de peles, em português, podem ser: pele branca, pele morena clara, pele morena, pele morena escura e pele negra.

## Emoji
A escala de Fitzpatrick é também a base da cor da pele em emojis, com 5 variantes de acordo com a escala de Fitzpatrick, tendo os tipos I e II combinados.

## Galeria
Exemplos de tipos de pele.

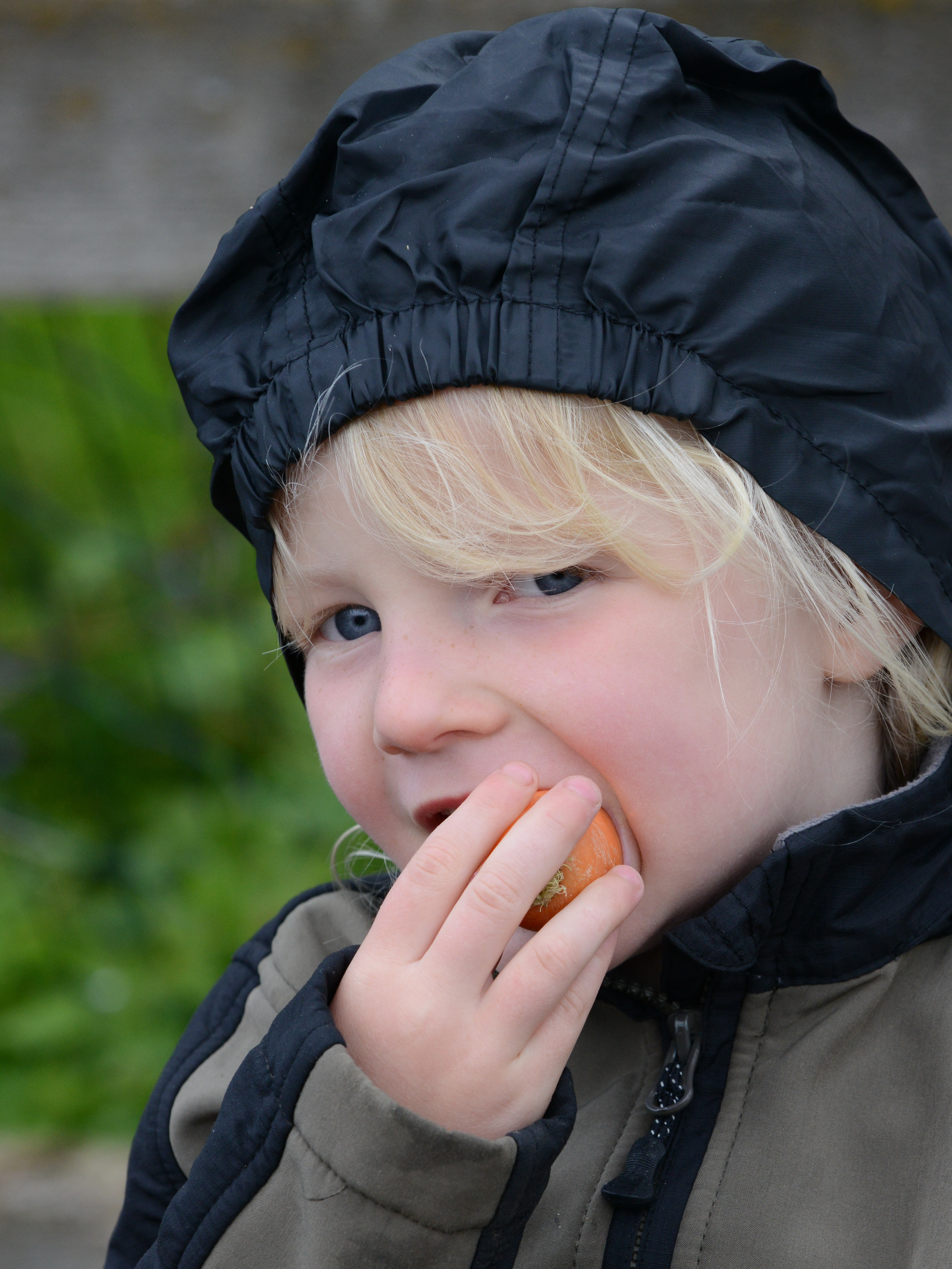
Tipo I (Áustria)
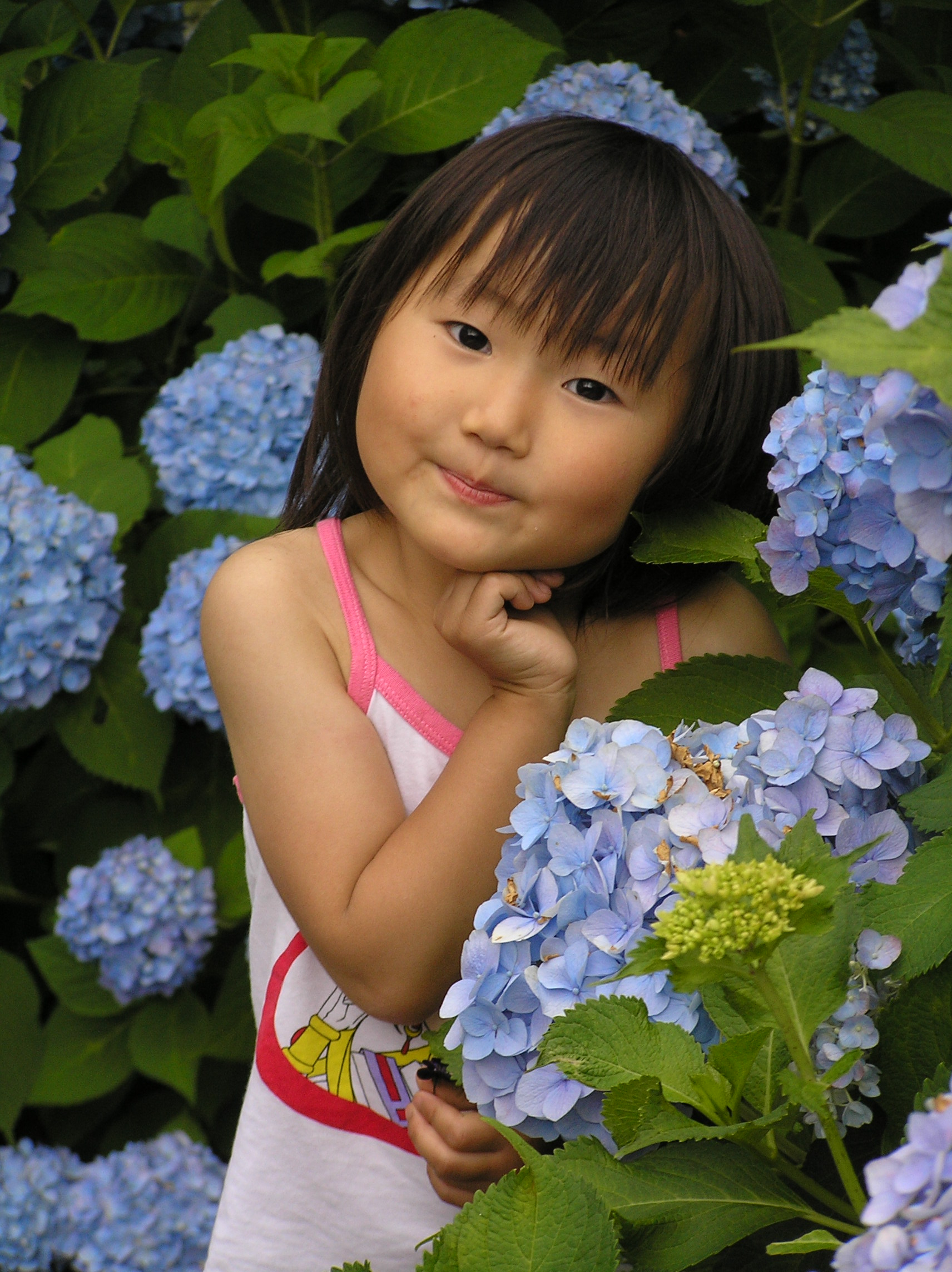
Tipo III (Japão)
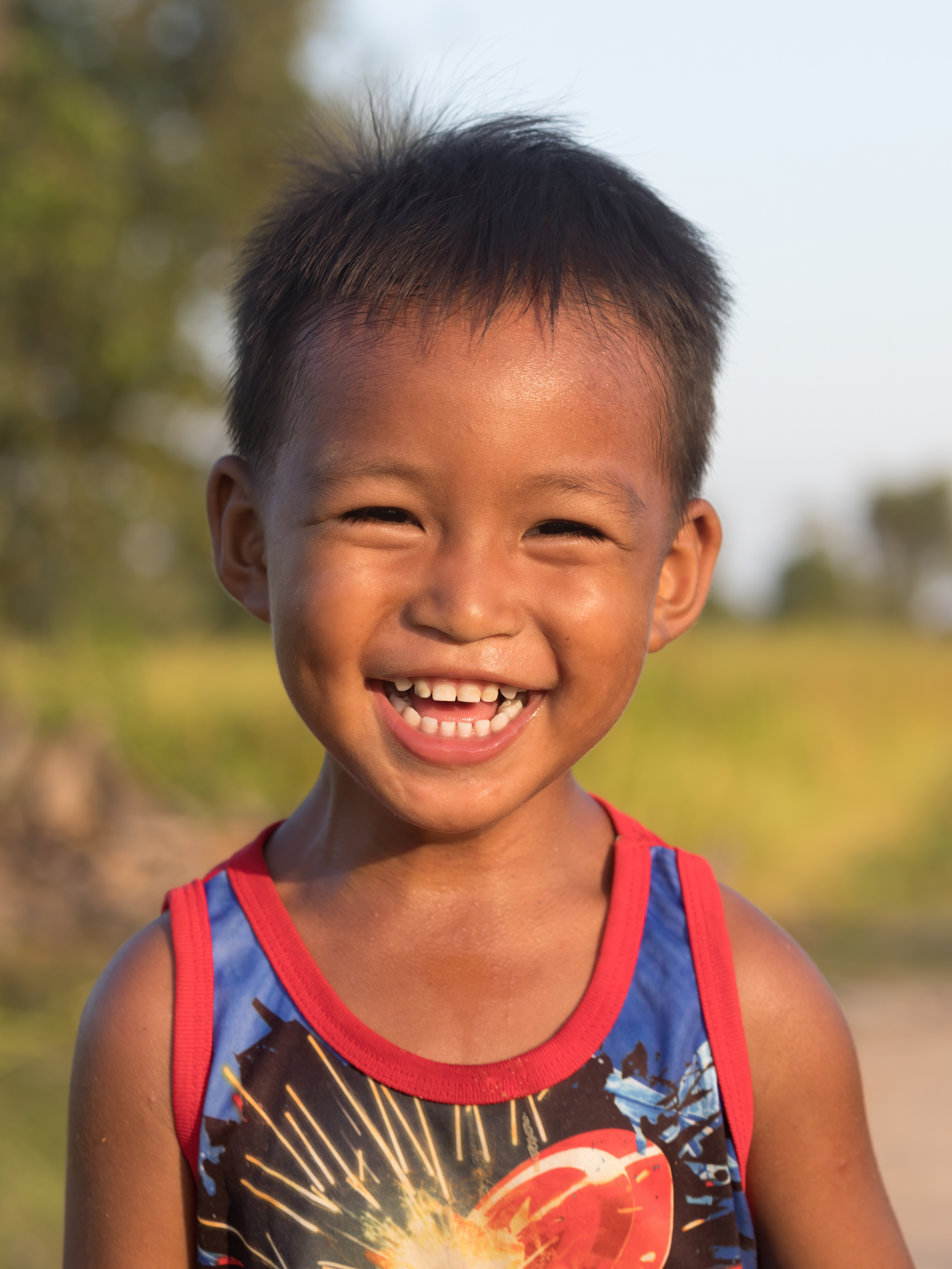
Tipo IV (Laos)
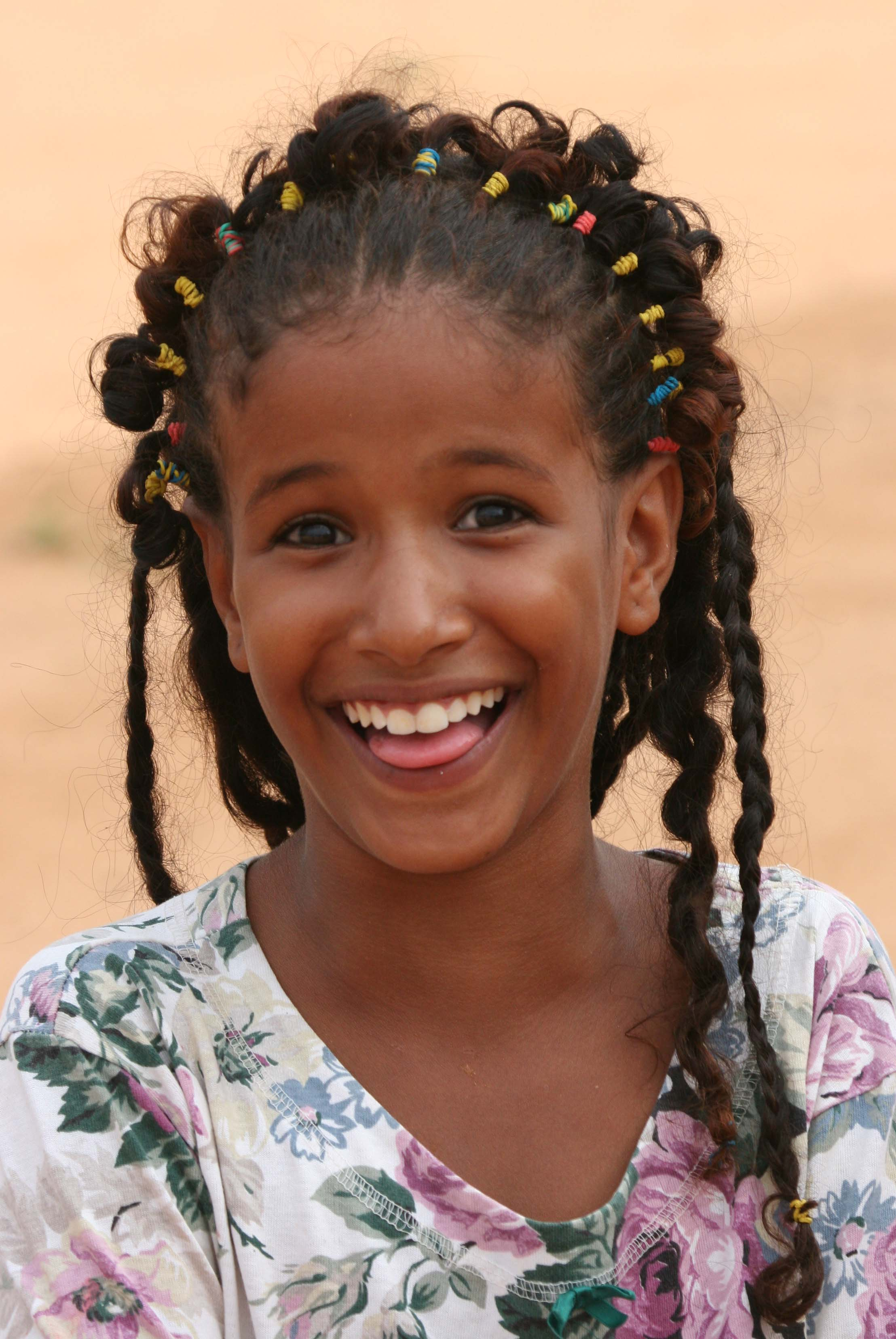
Tipo V (Mauritania)
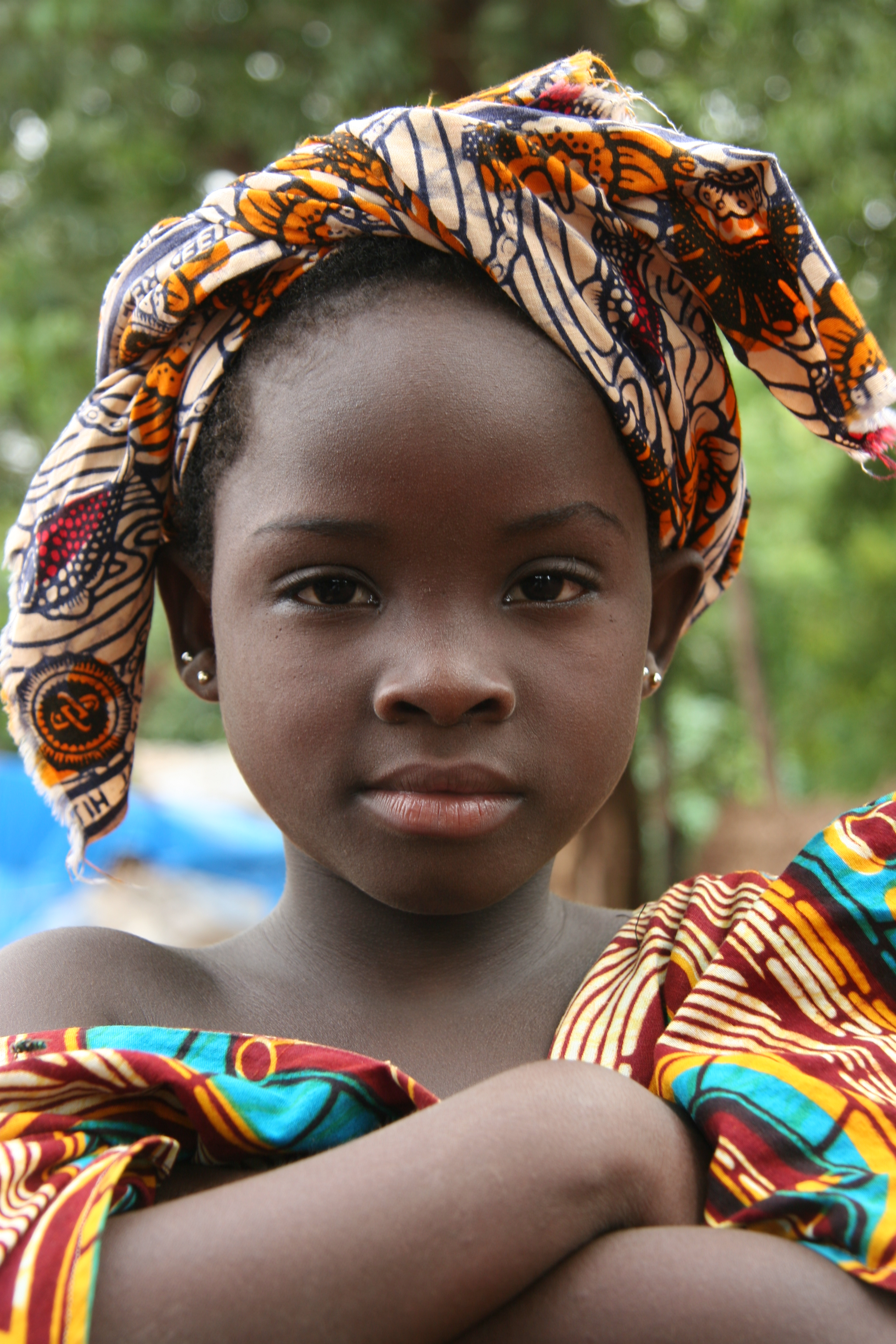
Tipo VI (Mali)